# Comité olympique monténégrin
Le Comité olympique monténégrin (en monténégrin, Црногорски олимпијски комитет / Crnogorski olimpijski komitet) est l'organisation sportive du Monténégro qui sert de Comité national olympique depuis sa fondation en 2006. Il est reconnu par le CIO depuis 2007 et encadre la participation du Monténégro aux Jeux olympiques.  Son président depuis janvier 2008 est Dušan Simonović et ses vice-présidents sont Bojana Popović et Boro Mračević.

## Récompenses

### Critères
Les récompenses sont décernées aux sportifs et aux équipes en fonction de leurs résultats dans les compétitions suivantes :
1. Jeux olympiques
2. Championnat du monde
3. Championnat d'Europe
4. Coupe du monde
5. Coupe d'Europe
6. Jeux paralympiques

### Sportif de l'année
Cette catégorie existe depuis 2011 :
| Année | Sportif de l'année                    | Sport               |
| ----- | ------------------------------------- | ------------------- |
| 2011  | Srđan Mrvaljević                      | Judo                |
| 2012  | Bojana Popović Katarina Bulatović     | Handball            |
| 2013  | Nikola Janović                        | Water-polo          |
| 2014  | Katarina Bulatović (2) Mlađan Janović | Handball Water-polo |
| 2015  | Aleksandar Ivović                     | Water-polo          |
| 2016  | Aleksandar Ivović (2) Marina Raković  | Water-polo Karaté   |
| 2017  | Vuko Borozan                          | Handball            |
| 2018  | Predrag Radošević                     | Boxe anglaise       |
| 2019  | Mario Hodžić                          | Karaté              |
| 2020  | Draško Brguljan                       | Water-polo          |
| 2021  | Marija Vuković                        | Athlétisme          |
| 2022  | Marija Vuković (2)                    | Athlétisme          |
| 2023  | Nenad Dulović                         | Karaté              |

### Jeune sportif de l'année
Cette catégorie existe depuis 1999 et a récompensé 14 sportifs différents pratiquant 6 sports :
| Année | Sportif de l'année                    | Sport                    |
| ----- | ------------------------------------- | ------------------------ |
| 1999  | Blagota Sekulić                       | Basket-ball              |
| 2000  | Vladimir Gojković                     | Water-polo               |
| 2001  | Nenad Mijatović                       | Basket-ball              |
| 2002  | Miloš Živković                        | Karaté                   |
| 2003  | Boris Zloković                        | Water-polo               |
| 2004  | Vjekoslav Pasković                    | Water-polo               |
| 2005  | Andrija Prlainović                    | Water-polo               |
| 2006  | Nenad Mijatović                       | Basket-ball              |
| 2007  | Aleksandar Radović                    | Water-polo               |
| 2008  | Filip Klikovac                        | Water-polo               |
| 2009  | Darko Brguljan                        | Water-polo               |
| 2010  | Bojan Kosić                           | Ski alpin                |
| 2011  | Danijel Furtula                       | Athlétisme               |
| 2012  | Milivoj Dukić                         | Voile                    |
| 2013  | Arso Milić                            | Judo                     |
| 2014  | Stefan Pješivac                       | Water-polo               |
| 2015  | Danilo Pantić                         | Judo                     |
| 2016  | Đuro Radović                          | Water-polo               |
| 2017  | Bojan Bošković                        | Karaté                   |
| 2018  | Bojan Bošković (2)                    | Karaté                   |
| 2019  | Bojan Bošković (3)                    | Karaté                   |
| 2020  | Petar Liješević                       | Boxe anglaise            |
| 2021  | Petar Liješević (2) Miroslav Perković | Boxe anglaise Water-polo |

### Jeune sportive de l'année
Cette catégorie existe depuis 1999 et a récompensé 14 sportifs différents pratiquant 8 sports :
| Année | Sportive de l'année                  | Sport                |
| ----- | ------------------------------------ | -------------------- |
| 1999  | Bojana Petrović (Popović)            | Handball             |
| 2000  | Zorica Popović                       | Ski alpin            |
| 2001  | Milica Dabović                       | Basket-ball          |
| 2002  | Jelena Kostić                        | Judo                 |
| 2003  | Jelena Dubljević                     | Basket-ball          |
| 2004  | Silvija Radović                      | Volley-ball          |
| 2005  | Silvija Radović (2)                  | Volley-ball          |
| 2006  | Darija Pop                           | Natation             |
| 2007  | Jovana Kljajević                     | Athlétisme           |
| 2008  | Radmila Miljanić (Petrović)          | Handball             |
| 2009  | Marija Vuković                       | Athlétisme           |
| 2010  | Marija Vuković (2)                   | Athlétisme           |
| 2011  | Danka Kovinić                        | Tennis               |
| 2012  | Marina Vukčević (Rajčić)             | Handball             |
| 2013  | Kristina Rakočević                   | Athlétisme           |
| 2014  | Ivana Šunjević                       | Judo                 |
| 2015  | Kristina Rakočević                   | Athlétisme           |
| 2016  | Kristina Rakočević (2)               | Athlétisme           |
| 2017  | Ivana Nikolić                        | Judo                 |
| 2018  | Bojana Gojković                      | Boxe anglaise        |
| 2019  | Bojana Gojković (2)                  | Boxe anglaise        |
| 2020  | Bojana Gojković (3)                  | Boxe anglaise        |
| 2021  | Bojana Gojković (4) Milena Jovanović | Boxe anglaise Karaté |

### Équipe masculine de l'année
Cette catégorie existe depuis 1999 et a récompensé 13 équipes différentes pratiquant 6 sports :
| Année | Équipe de l'année                                   | Sport                  |
| ----- | --------------------------------------------------- | ---------------------- |
| 1999  | KK Budućnost Podgorica                              | Basket-ball            |
| 2000  | RK Lovćen Cetinje                                   | Handball               |
| 2001  | KK Budućnost Podgorica (2)                          | Basket-ball            |
| 2002  | OK Budućnost Podgorica                              | Volley-ball            |
| 2003  | PVK Jadran                                          | Water-polo             |
| 2004  | PVK Jadran (2)                                      | Water-polo             |
| 2005  | PVK Jadran (3)                                      | Water-polo             |
| 2006  | PVK Jadran (4)                                      | Water-polo             |
| 2007  | Équipe nationale de water-polo                      | Water-polo             |
| 2008  | Équipe nationale de water-polo (2)                  | Water-polo             |
| 2009  | VK Primorac                                         | Water-polo             |
| 2010  | Équipe nationale de basket-ball (2) VK Primorac (2) | Basket-ball Water-polo |
| 2011  | Équipe nationale de football                        | Football               |
| 2012  | Équipe nationale de water-polo (3)                  | Water-polo             |
| 2013  | Équipe nationale de water-polo (4)                  | Water-polo             |
| 2014  | Équipe nationale de water-polo (5)                  | Water-polo             |
| 2015  | Équipe nationale de water-polo (6)                  | Water-polo             |
| 2016  | Équipe nationale de water-polo (7)                  | Water-polo             |
| 2017  | Équipe nationale junior de water-polo (6)           | Water-polo             |
| 2018  | Équipe nationale de water-polo (8)                  | Water-polo             |
| 2019  | Équipe nationale de basket-ball (3)                 | Basket-ball            |
| 2020  | Équipe nationale de water-polo (9)                  | Water-polo             |
| 2021  | Équipe nationale de water-polo (10)                 | Water-polo             |

### Équipe féminine de l'année
Cette catégorie existe depuis 1999 et a récompensé 5 équipes différentes pratiquant 3 sports :
| Année | Équipe de l'année                                                   | Sport       |
| ----- | ------------------------------------------------------------------- | ----------- |
| 1999  | ŽRK Budućnost Podgorica                                             | Handball    |
| 2000  | ŽRK Budućnost Podgorica (2)                                         | Handball    |
| 2001  | ŽRK Budućnost Podgorica (3)                                         | Handball    |
| 2002  | ŽRK Budućnost Podgorica (4)                                         | Handball    |
| 2003  | ŽRK Budućnost Podgorica (5)                                         | Handball    |
| 2004  | ŽRK Budućnost Podgorica (6)                                         | Handball    |
| 2005  | ŽKK Budućnost Podgorica                                             | Karaté      |
| 2006  | ŽRK Budućnost Podgorica (7)                                         | Handball    |
| 2007  | ŽRK Budućnost Podgorica (8)                                         | Handball    |
| 2008  | Équipe nationale junior de handball                                 | Handball    |
| 2009  | Équipe nationale de handball                                        | Handball    |
| 2010  | Équipe nationale junior de handball (2) ŽRK Budućnost Podgorica (9) | Handball    |
| 2011  | Équipe nationale de basket-ball                                     | Basket-ball |
| 2012  | Équipe nationale de handball (2)                                    | Handball    |
| 2013  | Équipe nationale de handball (3)                                    | Handball    |
| 2014  | Équipe nationale de handball (4)                                    | Handball    |
| 2015  | Équipe nationale de handball (5)                                    | Handball    |
| 2016  | Équipe nationale de basket-ball (2)                                 | Basket-ball |
| 2017  | Équipe nationale de handball (6)                                    | Handball    |
| 2018  | Équipe nationale de handball (7)                                    | Handball    |
| 2019  | Équipe nationale de handball (8)                                    | Handball    |
| 2020  | Équipe nationale de handball (9)                                    | Handball    |
| 2021  | Équipe nationale de handball (10)                                   | Handball    |